# Holoxea furtiva
Holoxea furtiva är en svampdjursart som beskrevs av Topsent 1892. Holoxea furtiva ingår i släktet Holoxea och familjen Ancorinidae. Inga underarter finns listade i Catalogue of Life.